# Jakub Biedrzycki
Jakub Biedrzycki (ur. 29 lipca 2000) – polski judoka.
Zawodnik UKS Conrad Gdańsk (od 2012). Brązowy medalista mistrzostw Polski seniorów 2018 w kategorii do 60 kg. Ponadto m.in. wicemistrz Polski juniorów 2018 i mistrz Polski juniorów młodszych 2017.